# Tú sí sabes quererme
«Tú sí sabes quererme» es una canción de la cantautora mexicana Natalia Lafourcade, compuesta por ella y musicalizada en conjunto con Gustavo Guerrero y el dúo de guitarristas llamado Los Macorinos, integrado por el mexicano Miguel Peña y el argentino Juan Carlos Allende. La canción está incluida en el álbum Musas (un homenaje al folclore latinoamericano en manos de Los Macorinos, vol. 1). Es la primera canción del álbum y fue el primer sencillo lanzado.
En marzo de 2018 superó en número de reproducciones en YouTube a «Hasta la raíz» y se convirtió en el video musical más visto de Natalia Lafourcade. En abril de 2018 superó las 100 millones de reproducciones y en septiembre de 2019 las 200 millones.

## Composición
Su autora la define así:

Tú sí sabes quererme (es) una canción que rinde homenaje al amor valiente, al amor libre. Una de las más importantes energías. La que mueve todo para todos lados y con una fuerza infinita. El Amor. Todo es tan simple y tan fácil cuando se vuelve amor.

## Video musical
Fue estrenado el 3 de febrero de 2017. Grabado en el estudio musical El Desierto de Ciudad de México. En el video se ve a Natalia cantar y bailar con varios músicos e invitados entre los que destacan Los Macorinos, Gustavo Guerrero, Vanessa Zamora y Marian Ruzzi. Al concluir la canción se incluye el audio original grabado en vivo con parte de la canción.

## Certificaciones
| País   | Organismo certificador | Certificación | Ventas certificadas | Ref.  |
| ------ | ---------------------- | ------------- | ------------------- | ----- |
| México | AMPROFON               | Diamante      | 300,000             | [ 5 ] |